# Energia potencial elétrica
A energia potencial elétrica, ou energia potencial eletrostática, é a energia potencial que resulta da interação conservativa de Coulomb e está associada à configuração de um conjunto particular de cargas pontuais dentro de um sistema definido. Um objeto pode ter energia potencial elétrica em virtude de dois elementos principais: sua própria carga elétrica e sua posição relativa a outros objetos eletricamente carregados.
O termo "energia potencial elétrica" é usado para descrever a energia potencial em sistemas com campos elétricos variantes no tempo, enquanto o termo "energia potencial eletrostática" é usado para descrever a energia potencial em sistemas com campos elétricos invariantes no tempo.

## Definição
A energia potencial elétrica de um sistema de cargas pontuais é definida como o trabalho necessário para montar esse sistema de cargas aproximando-as, como no sistema de uma distância infinita a uma distância r, finita.
A energia potencial eletrostática, UE, de uma carga pontual q na posição r na presença de um campo elétrico E é definida como o negativo do trabalho W feito pela força eletrostática para trazê-la da posição de referência rref para essa posição r.:§25-1
{\displaystyle U_{\mathrm {E} }(\mathbf {r} )=-W_{r_{\rm {ref}}\rightarrow r}=-\int _{{\mathbf {r} }_{\rm {ref}}}^{\mathbf {r} }q\mathbf {E} (\mathbf {r'} )\cdot \mathrm {d} \mathbf {r'} }
Nessa expressão E é o campo eletrostático e dr é o vetor deslocamento em uma curva da posição de referência rref para a posição final r
A energia potencial eletrostática também pode ser definida a partir do potencial elétrico da seguinte forma:
A energia potencial eletrostática, UE, de uma carga pontual q na posição r na presença de um potencial elétrico é definida como o produto da carga e do potencial elétrico.
{\displaystyle U_{\mathrm {E} }(\mathbf {r} )=q\Phi (\mathbf {r} )}
Nessa expressão {\displaystyle \scriptstyle \Phi } é o potencial elétrico gerado pelas cargas, que é uma função da posição r.

## Unidades
A unidade do SI para a energia potencial elétrica é o joule (em homenagem ao físico inglês James Prescott Joule). No sistema CGS, o erg é a unidade de energia, sendo igual a 10−7 J. Além disso, elétron-volts podem ser usados, sendo que 1 eV = 1,602 × 10−19 J.

## Energia potencial eletrostática de uma carga pontual

### Uma carga pontualqna presença de outra carga pontualQ

Uma carga pontual q no campo elétrico de outra carga Q.

A energia potencial eletrostática, UE, de um ponto de carga q na posição r na presença da carga pontual Q, tomando uma separação infinita entre as cargas como a posição de referência, é:
{\displaystyle U_{E}(r)=k_{e}{\frac {qQ}{r}}}
onde {\displaystyle k_{e}={\frac {1}{4\pi \varepsilon _{0}}}} refere-se a constante de Coulomb, r é a distância entre as cargas pontuais q e Qi são as cargas (não os valores absolutos das cargas — ou seja, um elétron teria um valor negativo de carga quando colocado na fórmula). O seguinte esboço de prova afirma a derivação da definição de energia potencial elétrica e da Lei de Coulomb para esta fórmula.
| Esboço da prova |
| --- |
| A força eletrostática F agindo sobre uma carga q pode ser escrita em termos de campo elétrico E como {\displaystyle \mathbf {F} =q\mathbf {E} }, Por definição, a variação da energia potencial eletrostática, UE, de uma carga pontual q que se moveu da posição de referência r_ref para a posição r em a presença de um campo elétrico E é o negativo do trabalho realizado pela força eletrostática para trazê-lo da posição de referência r_ref para aquela posição r.[5] {\displaystyle U_{E}(r)-U_{E}(r_{\rm {ref}})=-W_{r_{\rm {ref}}\rightarrow r}=-\int _{{r}_{\rm {ref}}}^{r}q\mathbf {E} \cdot \mathrm {d} \mathbf {s} }. onde:: - r = posição no espaço 3D da carga q, usando as coordenadas cartesianas r = (x, y, z), tomando a posição da carga Q em r = (0,0,0), o escalar r = \| r \| é a norma do vetor posição, - ds = diferencial vetor de deslocamento ao longo de um caminho C indo de r ref para r, - {\displaystyle \scriptstyle W_{r_{\rm {ref}}\rightarrow r}} é o trabalho realizado pela força eletrostática para trazer a carga da posição de referência rref para r, Geralmente, UE é zero quando rref é infinito: {\displaystyle U_{E}(r_{\rm {ref}}=\infty )=0} so {\displaystyle U_{E}(r)=-\int _{\infty }^{r}q\mathbf {E} \cdot \mathrm {d} \mathbf {s} } Quando a ondulação ∇ × E é zero, a integral de linha acima não depende do caminho específico C escolhido, mas apenas em seus terminais. Isso acontece em campos elétricos invariantes no tempo. Quando falamos sobre energia potencial eletrostática, campos elétricos invariantes no tempo são sempre assumidos, então, neste caso, o campo elétrico é conservativo e a lei de Coulomb pode ser usada. Usando a lei de Coulomb, sabe-se que a força eletrostática F e o campo elétrico E criado por uma carga pontual discreta Q são radialmente dirigidos de Q. Pela definição do vetor posição r e do vetor deslocamento s, segue-se que r e s também são radialmente dirigidos de Q. Portanto, E e d s devem ser paralelos: {\displaystyle \mathbf {E} \cdot \mathrm {d} \mathbf {s} =\|\mathbf {E} \|\cdot \|\mathrm {d} \mathbf {s} \|\cos(0)=E\mathrm {d} s} Usando a lei de Coulomb, o campo elétrico é dado por {\displaystyle \|\mathbf {E} \|=E={\frac {1}{4\pi \varepsilon _{0}}}{\frac {Q}{s^{2}}}} e a integral pode ser facilmente avaliado: {\displaystyle U_{E}(r)=-\int _{\infty }^{r}q\mathbf {E} \cdot \mathrm {d} \mathbf {s} =-\int _{\infty }^{r}{\frac {1}{4\pi \varepsilon _{0}}}{\frac {qQ}{s^{2}}}{\rm {d}}s={\frac {1}{4\pi \varepsilon _{0}}}{\frac {qQ}{r}}=k_{e}{\frac {qQ}{r}}} |

### Carga pontualqna presença dencargas pontuaisQi

Energia potencial eletrostática de q devido a Q1 e Q2 sistema de carga:

A energia potencial eletrostática, UE, de uma carga pontual q na presença de n cargas pontuais Qi , tomando uma separação infinita entre as cargas como a posição de referência, é:
{\displaystyle U_{E}(r)=k_{e}q\sum _{i=1}^{n}{\frac {Q_{i}}{r_{i}}}}
onde {\displaystyle k_{e}={\frac {1}{4\pi \varepsilon _{0}}}} é constante de Coulomb, ri é a distância entre as cargas pontuais q e Qi  são os valores sinalizados das cargas.

## Energia potencial eletrostática armazenada em um sistema de cargas pontuais
A energia potencial eletrostática UE armazenada em um sistema de N cargas q1, q2, ..., qN nas posições r1, r2, ..., rN respectivamente, é:
{\displaystyle U_{\mathrm {E} }={\frac {1}{2}}\sum _{i=1}^{N}q_{i}\Phi (\mathbf {r} _{i})={\frac {1}{2}}k_{e}\sum _{i=1}^{N}q_{i}\sum _{j=1}^{N(j\neq i)}{\frac {q_{j}}{r_{ij}}}}
onde, para cada i valor, Φ(ri) é o potencial eletrostático devido a todas as cargas pontuais exceto uma em ri, e é igual a:
{\displaystyle \Phi (\mathbf {r} _{i})=k_{e}\sum _{j=1}^{N(j\neq i)}{\frac {q_{i}q_{j}}{\mathbf {r} _{ij}}}},
onde rij é a distância entre qj e qi.
| Esboço da prova |
| --- |
| A energia potencial eletrostática UE armazenada em um sistema de duas cargas é igual à energia potencial eletrostática de uma carga no potencial eletrostático gerado pela outra. Ou seja, se a carga q1 gerar um potencial eletrostático Φ1, que é uma função da posição r, então {\displaystyle U_{\mathrm {E} }=q_{2}\Phi _{1}(\mathbf {r} _{2}).} Fazendo o mesmo cálculo em relação à outra carga, obtemos {\displaystyle U_{\mathrm {E} }=q_{1}\Phi _{2}(\mathbf {r} _{1}).} A energia potencial eletrostática é mutuamente compartilhada por {\displaystyle q_{1}} e {\displaystyle q_{2}}, então a energia total armazenada é {\displaystyle U_{E}={\frac {1}{2}}\left[q_{2}\Phi _{1}(\mathbf {r} _{2})+q_{1}\Phi _{2}(\mathbf {r} _{1})\right]} Isso pode ser generalizado para dizer que a energia potencial eletrostática UE armazenado em um sistema de N cargas q1, q2, ..., qN nas posições r1, r2, ..., rN respectivamente, é: {\displaystyle U_{\mathrm {E} }={\frac {1}{2}}\sum _{i=1}^{N}q_{i}\Phi (\mathbf {r} _{i})}. |

### Energia armazenada em um sistema de uma carga pontual
A energia potencial eletrostática de um sistema contendo apenas uma carga pontual é zero, pois não há outras fontes de força eletrostática contra a qual um agente externo deva trabalhar para mover a carga pontual do infinito até sua localização final. Dessa forma, pode-se também dizer que a energia potencial eletrostática é zero quando uma carga está infinitamente distante da outra.
Uma questão comum surge com relação à interação de uma carga pontual com seu próprio potencial eletrostático. Uma vez que essa interação não age para mover a carga pontual em si, ela não contribui para a energia armazenada do sistema.

### Energia armazenada em um sistema de duas cargas pontuais
Considere trazer uma carga pontual, q, em sua posição final perto de uma carga pontual, Q1. O potencial eletrostático Φ(r) devido a Q1 é
{\displaystyle \Phi (r)=k_{e}{\frac {Q_{1}}{r}}}
Portanto, obtemos, a energia potencial elétrica de q no potencial de Q1 como
{\displaystyle U_{E}={\frac {1}{4\pi \varepsilon _{0}}}{\frac {qQ_{1}}{r_{1}}}}
onde r1 é a separação entre as duas cargas pontuais.

### Energia armazenada em um sistema de três cargas pontuais
A energia potencial eletrostática de um sistema de três cargas não deve ser confundida com a energia potencial eletrostática de Q1 devido às duas cargas Q2 e Q3, pois esta última não inclui a energia potencial eletrostática do sistema das duas cargas Q2 e Q3.
A energia potencial eletrostática armazenada no sistema de três cargas é:
{\displaystyle U_{\mathrm {E} }={\frac {1}{4\pi \varepsilon _{0}}}\left[{\frac {Q_{1}Q_{2}}{r_{12}}}+{\frac {Q_{1}Q_{3}}{r_{13}}}+{\frac {Q_{2}Q_{3}}{r_{23}}}\right]}
| Esboço da prova |
| --- |
| Usando a fórmula dada em (1), a energia potencial eletrostática do sistema das três cargas será então: {\displaystyle U_{\mathrm {E} }={\frac {1}{2}}\left[Q_{1}\Phi (\mathbf {r} _{1})+Q_{2}\Phi (\mathbf {r} _{2})+Q_{3}\Phi (\mathbf {r} _{3})\right]} Onde {\displaystyle \Phi (\mathbf {r} _{1})} é o potencial elétrico em r1 criado pelas cargas Q2 e Q3, {\displaystyle \Phi (\mathbf {r} _{2})} é o potencial elétrico em r2 criados pelas cargas Q1 e Q3, e {\displaystyle \Phi (\mathbf {r} _{3})} é o potencial elétrico em r3 criado pelas cargas Q1 e Q2. Os potenciais são: {\displaystyle \Phi (\mathbf {r} _{1})=\Phi _{2}(\mathbf {r} _{1})+\Phi _{3}(\mathbf {r} _{1})={\frac {1}{4\pi \varepsilon _{0}}}{\frac {Q_{2}}{r_{12}}}+{\frac {1}{4\pi \varepsilon _{0}}}{\frac {Q_{3}}{r_{13}}}} {\displaystyle \Phi (\mathbf {r} _{2})=\Phi _{1}(\mathbf {r} _{2})+\Phi _{3}(\mathbf {r} _{2})={\frac {1}{4\pi \varepsilon _{0}}}{\frac {Q_{1}}{r_{21}}}+{\frac {1}{4\pi \varepsilon _{0}}}{\frac {Q_{3}}{r_{23}}}} {\displaystyle \Phi (\mathbf {r} _{3})=\Phi _{1}(\mathbf {r} _{3})+\Phi _{2}(\mathbf {r} _{3})={\frac {1}{4\pi \varepsilon _{0}}}{\frac {Q_{1}}{r_{31}}}+{\frac {1}{4\pi \varepsilon _{0}}}{\frac {Q_{2}}{r_{32}}}} Onderab é a distância entre a carga Qa e Qb. Se adicionarmos tudo: {\displaystyle U_{\mathrm {E} }={\frac {1}{2}}{\frac {1}{4\pi \varepsilon _{0}}}\left[{\frac {Q_{1}Q_{2}}{r_{12}}}+{\frac {Q_{1}Q_{3}}{r_{13}}}+{\frac {Q_{2}Q_{1}}{r_{21}}}+{\frac {Q_{2}Q_{3}}{r_{23}}}+{\frac {Q_{3}Q_{1}}{r_{31}}}+{\frac {Q_{3}Q_{2}}{r_{32}}}\right]} Finalmente, temos que a energia potencial eletrostática armazenada no sistema de três cargas: {\displaystyle U_{\mathrm {E} }={\frac {1}{4\pi \varepsilon _{0}}}\left[{\frac {Q_{1}Q_{2}}{r_{12}}}+{\frac {Q_{1}Q_{3}}{r_{13}}}+{\frac {Q_{2}Q_{3}}{r_{23}}}\right]} |

## Energia armazenada em uma distribuição de campo eletrostático
A densidade de energia, ou energia por unidade de volume, {\displaystyle {\frac {dU}{dV}}}, do campo eletrostático de uma distribuição de carga contínua é:
{\displaystyle u_{e}={\frac {dU}{dV}}={\frac {1}{2}}\varepsilon _{0}\left|{\mathbf {E} }\right|^{2}.}
| Esboço da prova |
| --- |
| Pode-se pegar a equação para a energia potencial eletrostática de uma distribuição de carga contínua e colocá-la em termos de campo eletrostático. Desde a lei de Gauss para o campo eletrostático em estados de forma diferencial {\displaystyle \mathbf {\nabla } \cdot \mathbf {E} ={\frac {\rho }{\varepsilon _{0}}}} ONDE - {\displaystyle \mathbf {E} \ } é o vetor do campo elétrico - {\displaystyle \rho \ } é a densidade de carga total incluindo as dipolo carrega ligada em um material - {\displaystyle \varepsilon _{0}} é a permissividade do espaço livre, então, {\displaystyle {\begin{aligned}U&={\frac {1}{2}}\int \limits _{\text{all space}}\rho (r)\Phi (r)\,dV\\&={\frac {1}{2}}\int \limits _{\text{all space}}\varepsilon _{0}(\mathbf {\nabla } \cdot {\mathbf {E} })\Phi \,dV\end{aligned}}} então, agora usando a seguinte identidade de vetor de divergência {\displaystyle \nabla \cdot (\mathbf {A} {B})=(\nabla \cdot \mathbf {A} ){B}+\mathbf {A} \cdot (\nabla {B})\Rightarrow (\nabla \cdot \mathbf {A} ){B}=\nabla \cdot (\mathbf {A} {B})-\mathbf {A} \cdot (\nabla {B})} nós temos {\displaystyle U={\frac {\varepsilon _{0}}{2}}\int \limits _{\text{all space}}\mathbf {\nabla } \cdot (\mathbf {E} \Phi )dV-{\frac {\varepsilon _{0}}{2}}\int \limits _{\text{all space}}(\mathbf {\nabla } \Phi )\cdot \mathbf {E} dV} usando o teorema da divergência e levando a área ao infinito onde {\displaystyle \Phi (\infty )=0} {\displaystyle {\begin{aligned}U&=\overbrace {{\frac {\varepsilon _{0}}{2}}\int \limits _{{}_{\text{ of space}}^{\text{boundary}}}\Phi \mathbf {E} \cdot d\mathbf {A} } ^{0}-{\frac {\varepsilon _{0}}{2}}\int \limits _{\text{all space}}(-\mathbf {E} )\cdot \mathbf {E} \,dV\\&=\int \limits _{\text{all space}}{\frac {1}{2}}\varepsilon _{0}\left\|{\mathbf {E} }\right\|^{2}\,dV.\end{aligned}}} Então, a densidade de energia, ou energia por unidade de volume {\displaystyle {\frac {dU}{dV}}} do campo eletrostático é: {\displaystyle u_{e}={\frac {1}{2}}\varepsilon _{0}\left\|{\mathbf {E} }\right\|^{2}.} |

## Energia armazenada em elementos eletrônicos

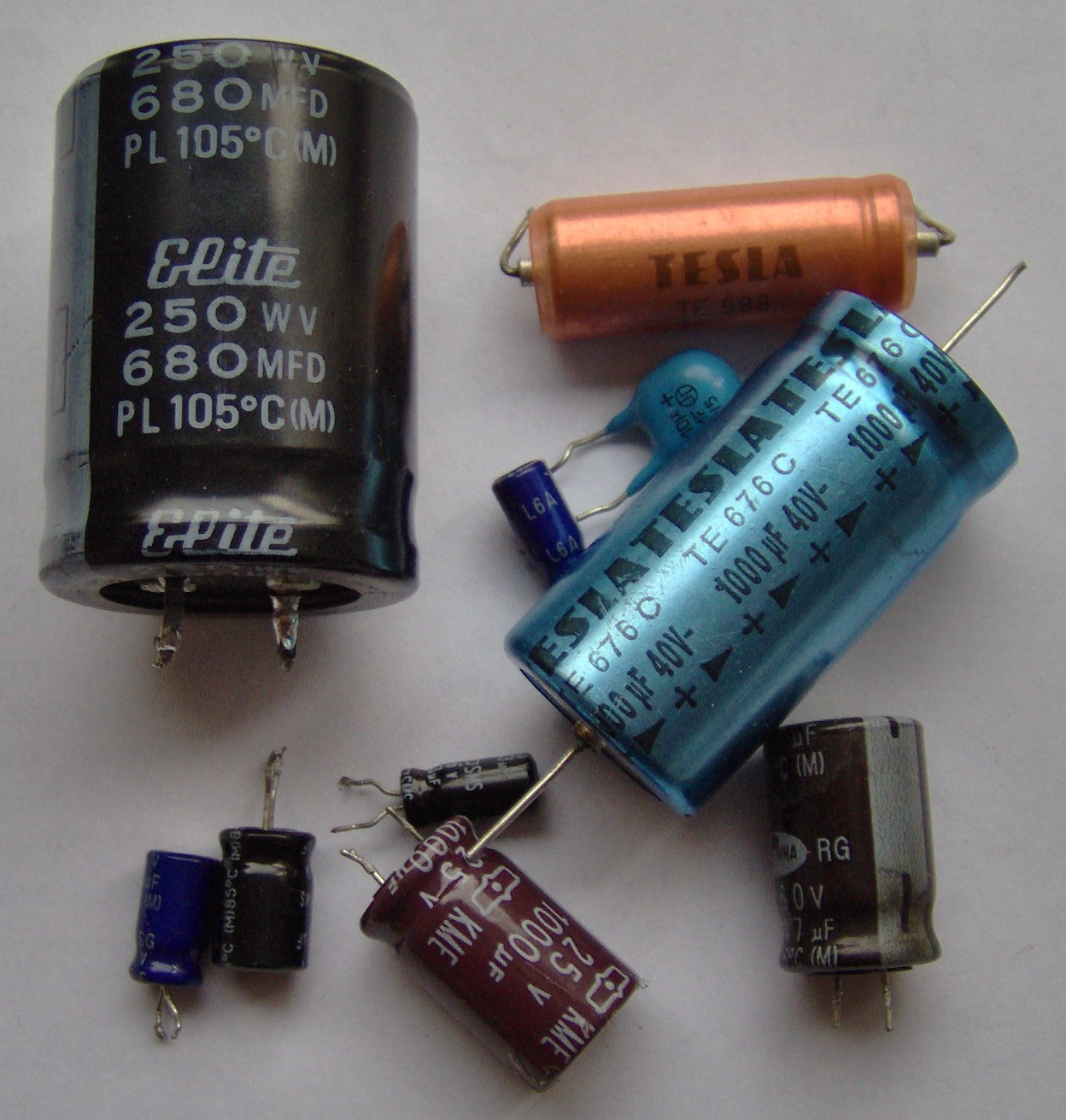
A energia potencial elétrica armazenada em um capacitor é U_{E}=½ CV^{2}

Alguns elementos em um circuito podem converter energia de uma forma para outra. Por exemplo, um resistor converte energia elétrica em calor, o que é conhecido como efeito Joule. Um capacitor o armazena em seu campo elétrico. A energia potencial elétrica total armazenada em um capacitor é dada por
{\displaystyle U_{E}={\frac {1}{2}}QV={\frac {1}{2}}CV^{2}={\frac {Q^{2}}{2C}}}
onde C é a capacitância, V é a diferença de potencial elétrico e Q a carga armazenada no capacitor.
| Esboço da prova |
| --- |
| Pode-se montar cargas em um capacitor em incrementos infinitesimais, {\displaystyle dq\to 0}, de modo que a quantidade de trabalho realizado para montar cada incremento em sua localização final pode ser expressa como {\displaystyle W_{q}=Vdq={\frac {q}{C}}dq.} O trabalho total feito para carregar totalmente o capacitor desta forma é então {\displaystyle W=\int dW=\int _{0}^{Q}Vdq={\frac {1}{C}}\int _{0}^{Q}qdq={\frac {Q^{2}}{2C}}.} onde {\displaystyle Q} é a carga total no capacitor. Este trabalho é armazenado como energia potencial eletrostática, portanto, {\displaystyle W=U_{E}={\frac {Q^{2}}{2C}}.} Notavelmente, essa expressão só é válida se {\displaystyle dq\to 0}, o que é válido para sistemas de muitas cargas, como grandes capacitores com eletrodos metálicos. Para sistemas de poucas cargas, a natureza discreta da carga é importante. A energia total armazenada em um capacitor de poucas cargas é {\displaystyle U_{E}={\frac {Q^{2}}{C}}} que é obtido por um método de montagem de carga utilizando o menor incremento de carga física {\displaystyle \Delta q=e} where {\displaystyle e} é a unidade elementar de carga e {\displaystyle Q=Ne} onde {\displaystyle N} é o número total de cargas no capacitor. |
A energia potencial eletrostática total também pode ser expressa em termos do campo elétrico na forma
{\displaystyle U_{E}={\frac {1}{2}}\int _{V}\mathrm {E} \cdot \mathrm {D} dV}
onde {\displaystyle \mathrm {D} } é o campo de deslocamento elétrico dentro de um material dielétrico e a integração é sobre todo o volume do dielétrico.
A energia potencial eletrostática total armazenada dentro de um dielétrico carregado também pode ser expressa em termos de uma carga de volume contínuo, {\displaystyle \rho },
{\displaystyle U_{E}={\frac {1}{2}}\int _{V}\rho \Phi dV}
onde a integração está em todo o volume do dielétrico.
Estas duas últimas expressões são válidas apenas para os casos em que o menor incremento de carga é zero ({\displaystyle dq\to 0}) como dielétricos na presença de eletrodos metálicos ou dielétricos contendo muitas cargas.